# Burzliwe lata dwudzieste

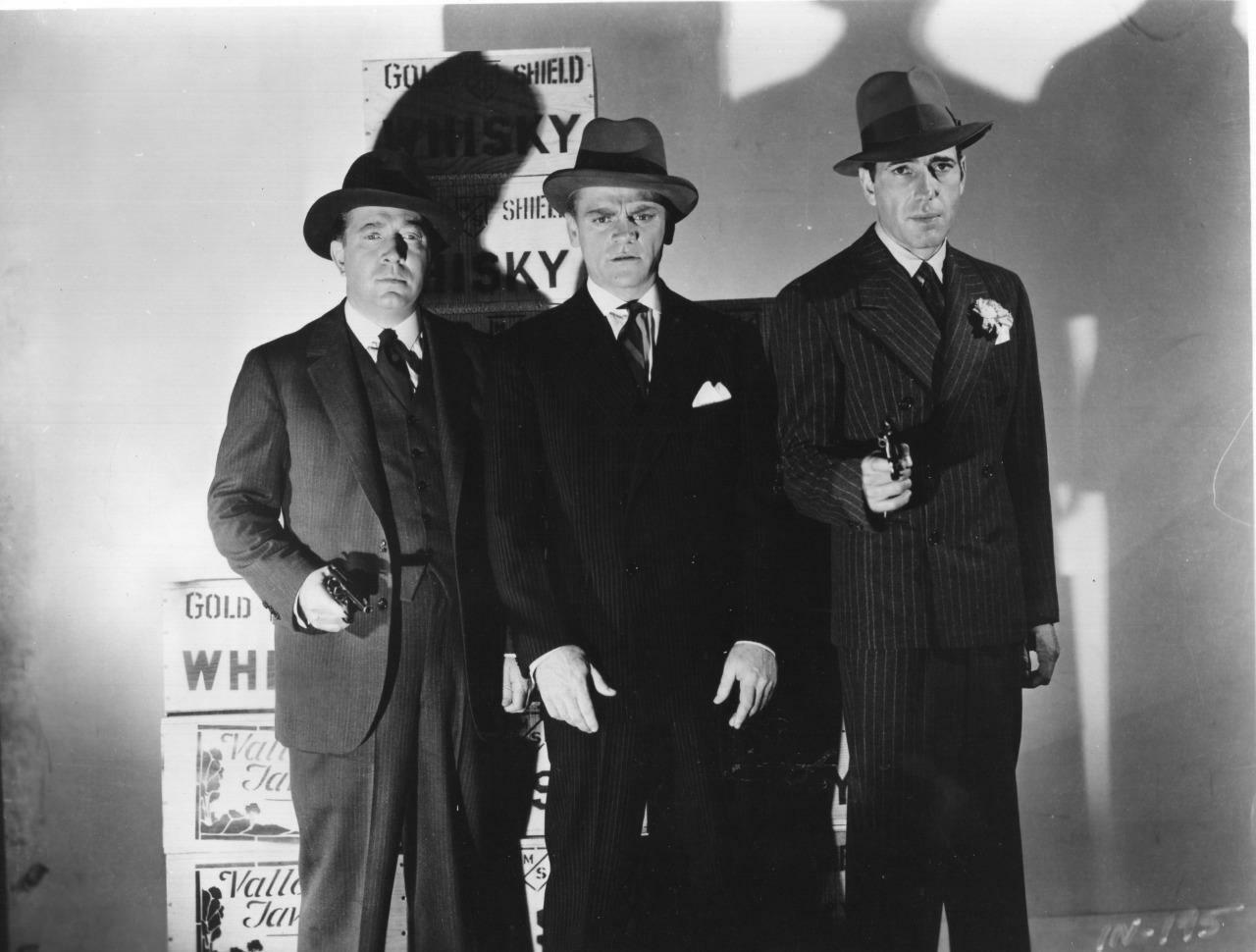
Kadr z filmu

Burzliwe lata dwudzieste (ang. The Roaring Twenties) – amerykański film gangsterski z 1939 roku w reżyserii Raoula Walsha. Obraz uznawany jest za klasyk kina gangsterskiego.

## Treść
Weterani I wojny światowej Eddie (James Cagney) i George (Humphrey Bogart) powracają z frontu i próbują ułożyć sobie życie. Stają się gangsterami w erze prohibicji.

## Obsada
- James Cagney – Eddie Bartlett
- Priscilla Lane — Jean Sherman
- Humphrey Bogart — George Hally
- Gladys George — Panama Smith
- Frank McHugh — Danny Green
- George Meeker — Harold Masters
- Creighton Hale — klient (niewymieniony w czołówce)